# 8739 Morihisa
8739 Morihisa (tên chỉ định: 1997 BE3) là một tiểu hành tinh vành đai chính. Nó được phát hiện bởi Takao Kobayashi ở Ōizumi Observatory ở Ōizumi, Gunma Prefecture, Nhật Bản, ngày 30 tháng 1 năm 1997. Nó được đặt theo tên Morihisa Suzuki, một giáo sư khoa học Trái Đất ở Đại học Hiroshima.